# 乔伊·福西特
乔伊·福西特（英語：Joy Fawcett，1968年2月8日—），旧姓别费尔德（Biefeld），美国女子足球运动员。她曾代表美国国家队参加1996年、2000年和2004年夏季奥林匹克运动会足球比赛，获得一枚金牌和一枚银牌。